# Travis Williams
Travis Williams (nacido el 27 de mayo de 1969 en Columbia, Carolina del Sur) es un exjugador de baloncesto estadounidense que jugó en dos temporadas de la NBA, además de hacerlo en ligas menores de su país y en diversas ligas de todo el mundo. Con 1,98 metros de estatura, lo hacía en la posición de alero.

## Trayectoria deportiva

### Universidad
Jugó durante tres temporadas con los Bulldogs de la Universidad Estatal de Carolina del Sur, en las que promedió 17,5 puntos y 9,1 rebotes por partido. En sus dos últimas temporadas fue incluido en el mejor quinteto de la Mid-Eastern Athletic Conference.

### Profesional
Tras no ser elegido en el Draft de la NBA de 1991, jugó en ligas menores de su país, así como en  Argentina y Puerto Rico, hasta que en 1997 firmó contrato por un año con los Charlotte Hornets, con los que disputó una temporada en la que promedió 3,5 puntos y 2,4 rebotes por partido.
Regresó a la CBA al año siguiente, pero fue nuevamente reclamado por los Hornets en marzo de 1999. Firmó hasta final de temporada, disputando 8 partidos en los que promedió 1,9 puntos y 2,4 rebotes.
Tras jugar en verano en los Maratonistas de Coamo de la liga de Puerto Rico, en 1999 fichó por el Kombassan Konya de la liga turca, con los que jugó una temporada en la que promedió 16,9 puntos y 8,8 rebotes por partido. Al año siguiente firmó por el Pallacanestro Cantù de la liga italiana, con los que jugó una temporada, promediando 16,7 puntos y 5,9 rebotes por partido. Acabó su carrera jugando una temporada en los Shanghai Sharks de la liga china.

## Estadísticas de su carrera en la NBA

### Temporada regular
| Temporada | Edad | Equipo            | Liga | Pos. | P  | TIT | MIN | TC  | TCA | %TC  | 3P  | 3PA | %3P  | 2P  | 2PA | %2P  | TL  | TLA | %TL  | R.OF. | R.DEF. | REB | ASIS | ROB | TAP | PER | FP  | PTS |
| 1997-98   | 28   | Charlotte Hornets | NBA  | SF   | 39 | 0   | 9.4 | 1.4 | 3.1 | .471 | 0.0 | 0.0 | .000 | 1.4 | 3.0 | .475 | 0.6 | 1.2 | .522 | 1.4   | 1.0    | 2.4 | 0.5  | 0.5 | 0.1 | 0.8 | 1.4 | 3.5 |
| 1998-99   | 29   | Charlotte Hornets | NBA  | SF   | 8  | 0   | 7.8 | 0.8 | 1.6 | .462 | 0.0 | 0.0 |      | 0.8 | 1.6 | .462 | 0.4 | 0.5 | .750 | 0.8   | 1.6    | 2.4 | 0.3  | 0.3 | 0.1 | 0.8 | 1.3 | 1.9 |
| Total     |      |                   | NBA  |      | 47 | 0   | 9.1 | 1.3 | 2.8 | .470 | 0.0 | 0.0 | .000 | 1.3 | 2.8 | .473 | 0.6 | 1.1 | .540 | 1.3   | 1.1    | 2.4 | 0.5  | 0.4 | 0.1 | 0.8 | 1.4 | 3.2 |

### Playoffs
| Temporada | Edad | Equipo            | Liga | Pos. | P | TIT | MIN | TC  | TCA | %TC  | 3P  | 3PA | %3P | 2P  | 2PA | %2P  | TL  | TLA | %TL  | R.OF. | R.DEF. | REB | ASIS | ROB | TAP | PER | FP  | PTS |
| 1997-98   | 28   | Charlotte Hornets | NBA  | SF   | 4 | 0   | 4.5 | 0.3 | 0.8 | .333 | 0.0 | 0.0 |     | 0.3 | 0.8 | .333 | 0.8 | 1.0 | .750 | 0.3   | 1.0    | 1.3 | 0.0  | 0.3 | 0.3 | 0.0 | 0.8 | 1.3 |
| Total     |      |                   | NBA  |      | 4 | 0   | 4.5 | 0.3 | 0.8 | .333 | 0.0 | 0.0 |     | 0.3 | 0.8 | .333 | 0.8 | 1.0 | .750 | 0.3   | 1.0    | 1.3 | 0.0  | 0.3 | 0.3 | 0.0 | 0.8 | 1.3 |